# Coris picta
Coris picta е вид лъчеперка от семейство Labridae.

## Разпространение
Видът е разпространен в Австралия, Нова Зеландия, Нова Каледония и Остров Норфолк.